# Mesopotamische moerassen
De Mesopotamische moerassen, ook bekend als de Iraakse moerassen, zijn een draslandgebied gelegen in het zuiden van Irak en het zuidwesten van Iran, evenals gedeeltelijk in het noorden van Koeweit. De moerassen liggen voornamelijk op de uiterwaarden van de rivieren de Eufraat en de Tigris, begrensd door de steden Basra, Nasiriya, Amarah en een deel van het zuidwesten van Iran en het noorden van Koeweit (met name het eiland Bubiyan).
Historisch gezien waren de moerassen, voornamelijk bestaande uit de afzonderlijke maar aangrenzende moerassen, de Centrale moerassen, de Hawizeh-moerassen en de Hammar-moerassen, het grootste drasland-ecosysteem van West-Eurazië. Het unieke draslandschap is de thuisbasis van de moerasarabieren , die een unieke cultuur hebben ontwikkeld die nauw verbonden is met het landschap, zolas het oogsten van riet en rijst, de visserij en het hoeden van waterbuffels.
De droogmakerij van delen van de moerassen begon in de jaren 1950 en ging door tot in de jaren 1970 om land terug te winnen voor landbouw en oliewinning. In de late jaren 1980 en 1990, tijdens het presidentschap van Saddam Hoessein, werd dit werk uitgebreid en versneld om de moerasbewoners uit de moerassen te verdrijven. Voor 2003 werden de moerassen drooggelegd tot 10% van hun oorspronkelijke grootte. Na de Amerikaanse omverwerping van Hoessein in 2003 zijn de moerassen gedeeltelijk hersteld, maar droogte samen met de bouw en exploitatie van dammen stroomopwaarts in Turkije, Syrië en Iran hebben het proces belemmerd. Sinds 2016 staan de Mesopotamische moerassen op de UNESCO Werelderfgoedlijst.

## Geografie

Satellietbeeld van de Mesoptamische moerassen, 2000–2009

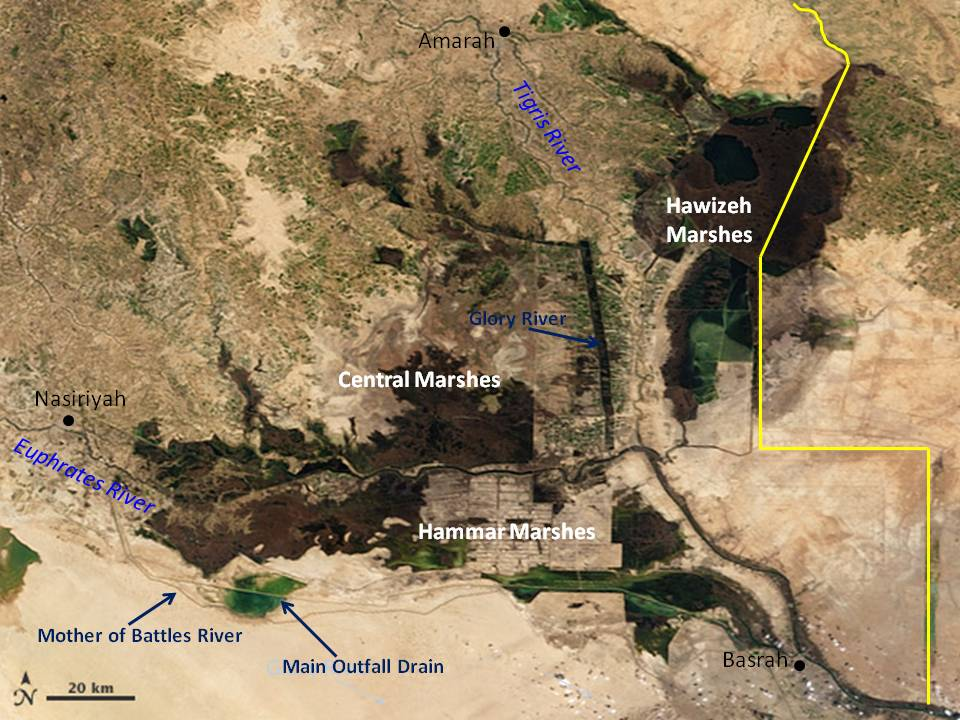
De Mesopotamische moerassen in 2007

Zoals hun naam al doet vermoeden, bevinden de Mesopotamische moerassen zich in het grotere gebied dat vroeger Mesopotamië heette. Het huidige Mesopotamië wordt nu bezet door Irak, delen van Oost-Syrië, Zuidoost-Turkije, Zuidwest-Iran en Noord-Koeweit. De moerassen liggen grotendeels in Zuid-Irak en een deel van Zuidwest-Iran en Noord-Koeweit. Oorspronkelijk besloegen ze een oppervlakte van 20.000 km² en zijn ze verdeeld in drie grote gebieden: de Centrale moerassen liggen tussen de Tigris en de Eufraat, terwijl de Hammar-moerassen ten zuiden van de Eufraat liggen en de Hawizeh-moerassen ten oosten van de Tigris. Voor de invasie van Irak in 2003 was ongeveer 90% van de moerassen drooggelegd.
De moerassen liggen op een vlakke alluviale vlakte, aangezien de Eufraat gedurende de laatste 300 kilometer slechts 12 meter in hoogte afneemt, terwijl de Tigris 24 meter daalt. Deze delta biedt een omgeving waarin de Tigris en de Eufraat kunnen meanderen en zijtakken kunnen vormen. De Eufraat mondt vaak uit bij Nasiriya in de Hammar-moerassen wanneer de stroomsnelheid afneemt. De Tigris kan een deel van zijn stroom verdelen over de Centrale moerassen en de Hawizeh-moerassen wanneer hij bij Amarah afneemt. Stroomafwaarts van Amarah zorgen verschillende zijrivieren die in Iran ontspringen er echter voor dat de Tigris meer water kan opnemen, waarna hij een stabiele loop behoudt. De drie moerassen vormden ooit een verweven omgeving, met name tijdens periodes van overstromingen wanneer de rivieren buiten hun oevers traden.

### Centrale moerassen
De Centrale moerassen ontvangen water uit de zijtakken van de Tigris, namelijk de Shatt al-Muminah en Majar al-Kabir ten zuiden van Amarah. De Tigris vormt de oostelijke grens van de moerassen, terwijl de Eufraat de zuidelijke grens vormt. De moerassen beslaan een oppervlakte van 3000 km² en bestaan uit rietland en verschillende permanente meren, waaronder het Umm al-Binni-meer. Het Al-Zikri-meer en het Hawr-Umm al-Binni-meer zijn twee van de meest opvallende meren met een diepte van drie meter.

### Hawizeh-moerassen
De Hawizeh-moerassen liggen ten oosten van de Tigris en een deel ervan ligt in Iran. De Iraanse kant van de moerassen, bekend als Hawr Al-Azim, wordt gevoed door de rivier Karkheh, terwijl de Tigris-zijrivieren Al-Musharrah en Al-Kahla de Iraakse kant van water voorzien, maar dan met veel minder water dan de Karkheh. Tijdens lenteoverstromingen kan de Tigris rechtstreeks de moerassen instromen. De moerassen worden afgewaterd door de Al-Kassarah. Deze rivier speelt een cruciale rol bij het behoud van de Al-Hawizeh-moerassen als doorstromingssysteem en het voorkomen dat ze een gesloten zoutbekken worden.
De moerassen hebben een lengte van 80 kilometer van noord naar zuid en ongeveer 30 kilometer van oost naar west, met een totale oppervlakte van 3.000 km². Permanente delen van de moerassen omvatten het noordelijke en centrale deel, terwijl het zuidelijke deel over het algemeen seizoensgebonden is. Matig dichte vegetatie is te vinden in de permanente gebieden samen met grote 6 meter diepe meren in de noordelijke delen. Omdat de Hawizeh-moerassen het best deden tijdens de drooglegging, kunnen ze de voortplanting van flora, fauna en andere soorten in de centrale en Hammar-moerassen vergemakkelijken.

### Hammar-moerassen
De Hammar-moerassen worden voornamelijk gevoed door de Eufraat en liggen ten zuiden ervan, in het westen grensend aan Nasiriya, in het oosten aan de rivier Sjatt al-Arab en in het zuiden aan Basra. Normaal gesproken beslaan de moerassen een oppervlakte van 2800 km² bestaande uit permanent moeras en meer, maar tijdens overstromingen kan dit gebied zich uitstrekken tot 4500 km². Tijdens overstromingen kan het water uit de centrale moerassen, gevoed door de Tigris, overstromen en de Hammarmoerassen van water voorzien. Het Hammarmeer is het grootste wateroppervlak in het moeras met een oppervlakte van 120 km² bij 250 km², met dieptes variërend van 1,8 tot 3 meter. In de zomer is een groot deel van de oevers van het moeras en het meer blootgelegd, waardoor eilanden zichtbaar worden die gebruikt worden voor landbouw.

## Ecologie
De moerassen vormen een ecoregio van overstromende graslanden en savannes, ook bekend als het alluviale zoutmoeras van de Tigris en de Eufraat. De ecoregio omvat zowel de Mesopotamische moerassen als de Shadeganvijvers, een drasland aan de benedenloop van de Karoen-rivier in buurland Iran. De moerassen zijn essentieel voor de gezondheid van de kust, omdat ze vervuilende stoffen en afval filteren voordat ze de Perzische Golf bereiken, hoewel deze capaciteit aanzienlijk is afgenomen na hun drooglegging. De moerassen dienen ook als paai- en opkweekplaatsen voor kustvissen en garnalensoorten.
De seizoensgebonden en permanente moerassen worden gedomineerd door waterplanten, waaronder riet (Phragmites australis), lisdodde (Typha domingensis) en papyrusriet (Cyperus papyrus). Oeverbossen met populieren (voornamelijk Populus euphratica), tamarisk (Tamarix pentandra en Tamarix meyeri) en wilgen (voornamelijk Salix acmophylla) komen voor op eilanden en de rivieroevers.
De moerassen zijn de thuisbasis van 40 vogelsoorten en verschillende vissoorten. Het markeert een verspreidingsgebied voor een aantal vogelsoorten. Flamingo's, pelikanen en reigers bewonen de moerassen. De moerassen waren ooit de thuisbasis van een groot aantal vogels en de tussenstop voor veel andere trekvogels op hun reis van Siberië naar Afrika. 40% tot 60% van de wereldwijde populatie marmereenden die in de moerassen leeft, loopt gevaar, samen met 90% van de wereldpopulatie basrakarekieten. Ook de heilige ibis en de Afrikaanse slangenhalsvogel lopen gevaar. Een ondersoort van de bonte kraai, bekend als de Mesopotamische kraai, wordt gevonden in dit deel van Zuid-Irak. Zeven soorten zijn nu uitgestorven in de moerassen, waaronder het witstaartstekelvarken, de Nesokia bunnii en de grijze wolf. Het droogleggen van de moerassen zorgde voor een aanzienlijke daling van de bioproductiviteit. Nadat de multinationale troepenmacht het regime van Saddam Hoessein omverwierp, werd de waterstroom naar de moerassen hersteld en begon het ecosysteem zich te herstellen.
Er bestond veel verwarring over de status van de Euraziatische otter en de endemische maxwelli-ondersoort van de slanke otter in de regio, maar onderzoeken in 2013 hebben bevestigd dat beide nog steeds bestaan.

## Bewoners
De Maʻdān of moerasarabieren leven in afgelegen dorpen met uitgebreide rieten huizen verspreid over de moerassen, die vaak alleen per boot bereikbaar zijn. Visserij, rijstteelt, waterbuffels en andere hulpbronnen zorgen voor hun dagelijks bestaan. In de jaren 1950 waren er naar schatting 500.000 moerasarabieren. Deze bevolking kromp tot ongeveer 20.000 na de drooglegging en Saddams gewelddadige represailles en tussen de 80.000 en 120.000 vluchtten naar buurland Iran. Na de invasie van Irak in 2003 keerden de inwoners terug naar de moerassen en braken de dijken en dammen af die Saddam had gebouwd.